# Engelswand
Engelswand este o arie protejată (arie specială de conservare — SAC, sit de importanță comunitară — SCI) din Austria întinsă pe o suprafață de 39,8 ha, integral pe uscat.

## Localizare
Centrul sitului Engelswand este situat la coordonatele 47°09′50″N 10°55′10″E / 47.1639°N 10.9194°E.

## Înființare
Situl Engelswand a fost declarat sit de importanță comunitară în ianuarie 2004.

## Biodiversitate
Situată în ecoregiunea alpină, aria protejată conține 2 habitate naturale: Grohotișuri silicioase medio-europene, la altitudine înaltă, Roci stâncoase cu vegetație pionieră de Sedo-Scleranthion sau Sedo albi-Veronicion dillenii.
La baza desemnării sitului se află un număr nedeclarat de specii protejate.
Pe lângă speciile protejate, pe teritoriul sitului au mai fost identificate 1 specie de plante.